# Breuil-le-Vert
Breuil-le-Vert is een gemeente in het Franse departement Oise (regio Hauts-de-France). De plaats maakt deel uit van het arrondissement Clermont. Breuil-le-Vert telde op 1 januari 2022 3.150 inwoners.

## Geografie
De oppervlakte van Breuil-le-Vert bedroeg op 1 januari 2022 7,37 vierkante kilometer; de bevolkingsdichtheid was toen 427,4 inwoners per km².

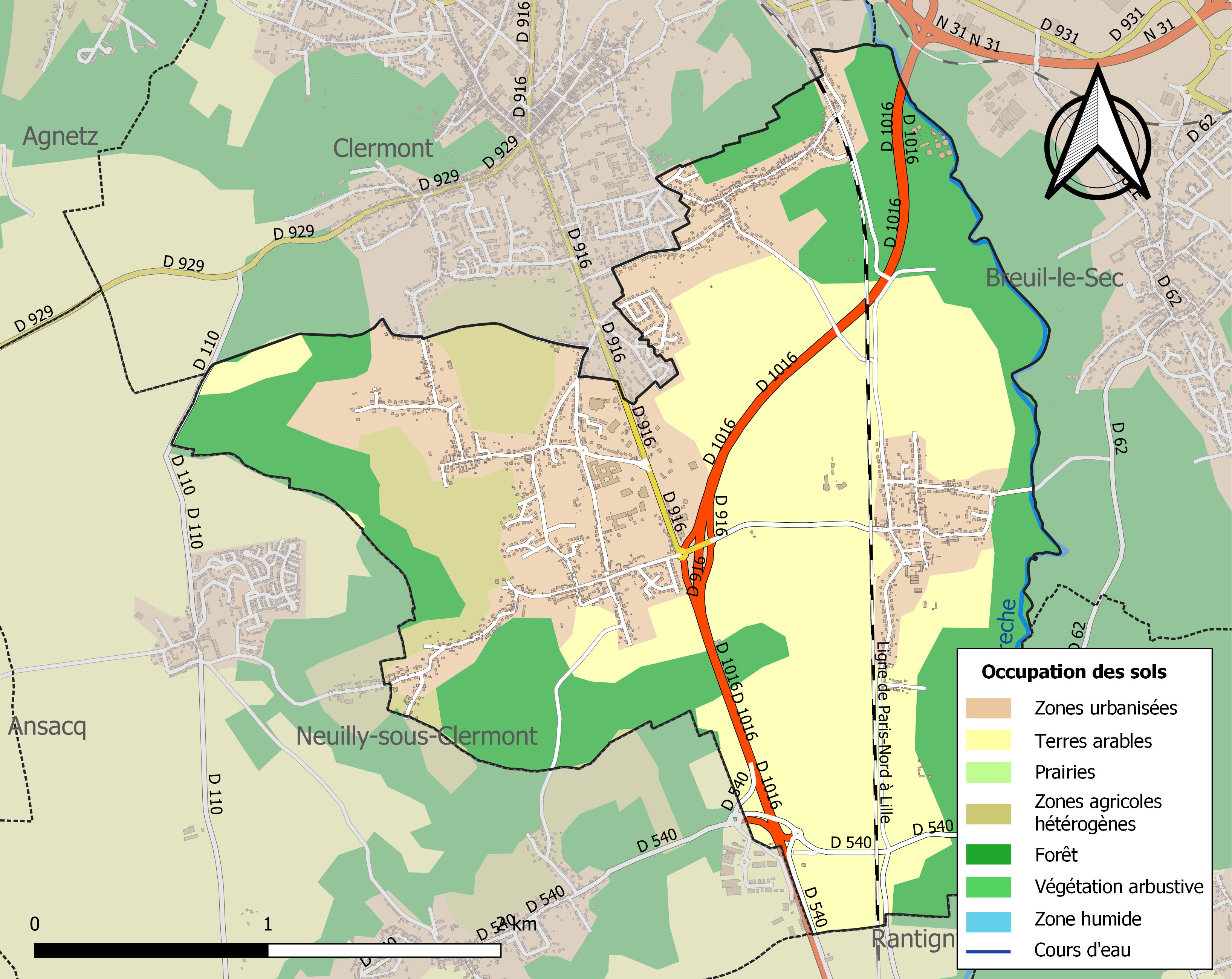
Kaart van de gemeente met belangrijkste infrastructuur, bodemgebruik en omliggende gemeenten

## Demografie
Onderstaande figuur toont het verloop van het inwonertal (bron: INSEE-tellingen).